# 郑之惠
郑之惠（1590年—1638年），号明渊，北直任邱（今属天津市）人，崇祯帝时期的司礼监秉笔太监、东厂提督太监。

## 生平
万历十八年（1590年），出生。
万历二十九年（1601年），选入宫廷，由司礼监的王奉、龙节照看。
天启五年（1625年），担任典簿。
天启七年（1627年），朱由校病逝，朱由检登基。担任随堂。
崇祯年间，升任尚膳监掌印太监。
崇祯五年（1632年），在王永祚推荐下，任司礼监秉笔太监。
崇祯六年（1633年），任东厂提督太监。
崇祯七年（1634年），革职审查。
崇祯十一年（1638年），在监狱病亡。